# Savatage
Savatage är ett progressivt metal-band grundat 1983 i Florida, USA, av bröderna Jon och Criss Oliva och medlemmar från brödernas tidigare band, "Avatar" (1979–1983).
Under 80-talet och tidigt 90-tal släppte Savatage ett flertal hyllade album varav Streets: A Rock Opera är det som sålt mest.  
Criss Oliva, som tidigt blev populär bland fansen för sin originella stil och instrumentala skicklighet, omkom i en bilolycka 1993 efter att ha blivit påkörd av en rattfyllerist. Efteråt ville Jon lägga ned bandet, men valde att fortsätta för att hålla minnet av sin bror och dennes musik vid liv. 
Savatage har efter Criss' död släppt ytterligare fyra studioalbum samt två livealbum. Bandet har dock inte spelat ihop sedan 2015 då Savatage och Trans-Siberian Orchestra gjorde en gemensam konsert på den tyska festivalen Wacken open Air. Medlemmarna har istället involverat sig i diverse sidoprojekt. Ett av dessa är Trans-Siberian Orchestra, som dragit storpublik i USA och sålt guld ett flertal gånger. Vid sidan av  T.S.O har Jon sitt soloband Jon Oliva's Pain, som påminner mycket om klassiska Savatage. Förre sångaren Zak Stevens har sitt nya band Circle II Circle.
Jon har uttryckt att han vill släppa ett album till och en DVD innan han slutligen lägger ned Savatage.

## Medlemmar
Nuvarande medlemmar
- Jon Oliva – sång (1983–1993, 2000–2001), keyboard (1986–2002, 2014– )
- Johnny Lee Middleton – basgitarr, bakgrundssång (1985–2002, 2014– )
- Chris Caffery – gitarr, bakgrundssång (1989–1990, 1995–2002, 2014– )
- Zachary Stevens – sång (1993–2000, 2014– )
- Jeff Plate – trummor (1994–2002, 2014– )
- Al Pitrelli – gitarr, bakgrundssång (1995–1999, 2002, 2014– )

Tidigare medlemmar
- Criss Oliva – gitarr, basgitarr, bakgrundssång (1983–1993; död 1993)
- Steve "Doc" Wacholz – trummor (1983–1993)
- Keith "Thumper" Collins – basgitarr (1983–1985)
- Alex Skolnick – gitarr (1994)

Senaste medlemmar i "Avatar" (1979–1983)
- Jon Oliva – basgitarr (1979), sång (1979–1983), trummor (1980–1981)
- Steve "Doc" Wacholz – (1979–1980, 1981–1983)
- Criss Oliva – gitarr (1979–1983)
- Keith "Thumper" Collins – basgitarr (1981–1983)

Tidigare medlemmar i "Avatar" (1979–1983)
- Fritz – basgitarr
- Roach – basgitarr
- Andy Gmelin – basgitarr (1979–1980)
- Patrick Dubs – gitarr (1979–1980)
- Brian Belenon – basgitarr (1980)
- Rich Bigano – gitarr (1980)
- Bob Boyer – sång (1980)

Gästmusiker
- Robert Kinkel – keyboards (1987)
- Ray Gillen – bakgrundssång (död 1993)

Turnerande medlemmar
- Chris Caffery – rytmgitarr, keyboard, bakgrundssång (1987–1988)
- Michael Reynolds – trummor (1988)
- John Zahner – keyboard (1991) ["Streets"-turnén]
- Wes Garren – rytmgitarr, keyboard (1993) ["Edge of Thorns"-turnén]
- Andy James – trummor (1993) ["Edge of Thorns"-turnén]
- Damond Jiniya – sång (2001–2002) ["Poets And Madmen"-turnén]
- Jack Frost – gitarr (2001–2002) ["Poets And Madmen"-turnén]
- Jeff Waters – gitarr (2002) ["Summer Festival-tour"]
- Bill Hudson – gitarr (2015)
- Vitalij Kuprij – keyboard (2015)

## Diskografi
Studioalbum
- Sirens (1983)
- Power of the Night (1985)
- Fight for the Rock (1986)
- Hall of the Mountain King (1987)
- Gutter Ballet (1989)
- Streets: A Rock Opera (1991) (med låten "Believe")
- Edge of Thorns (1993)
- Handful of Rain (1994)
- Dead Winter Dead (1995)
- The Wake of Magellan (1998)
- Poets and Madmen (2001)

Livealbum
- Japan Live -94 (1995)
- Live Devastation (1995)
- Ghost In The Ruins: A Tribute to Criss Oliva (1995)
- Hollywood Babylon (Live 1990) (2019)

EP
- The Dungeons Are Calling (1984)
- Chance EP (1995)
- Doesn't Matter Anyway (1995)

Singlar (urval)
- "In the Dream" (1985)
- "Gutter Ballet" (1989)
- "When the Crowds are Gone" (1989)
- "Jesus Saves" (1991)
- "Edge of Thorns" (1993)
- "Handful of Rain" (1994)
- "Chance" (1995)
- "Doesn't Matter Anyway" (1995)
- "Dead Winter Dead" (1995)
- "One Child" (1996)
- "Turns to Me" (1998)
- "Commissar" (2001)

Samlingsalbum
- From the Dungeons to the Streets (1992)
- Sirens / The Dungeons Are Calling (1993)
- From the Gutter to the Stage: The Best of Savatage 1981-1995 (1995)
- The Best and the Rest (1997)
- Believe (1998)
- Ghost in the Ruins / Handful of Rain (2000)
- Still the Orchestra Plays: Greatest Hits Volume 1 & 2 (2010)
- The Ultimate Boxset (2014)
- Return to Wacken (2015)
- Collector's Package (2015)

## Sidoproject
- Trans-Siberian Orchestra (samtliga medlemmar)
- Doctor Butcher (Jon Oliva, Chris Caffery)
- Jon Oliva's Pain (Jon Oliva)
- Circle II Circle (Zak Stevens)
- Chris Caffery (solokarriär)